# Copa Agon
La Copa Agon (阿含桐山杯) es una competición de juego go

## Biografía
La Copa Agon es una competición de go japonesa de la Nihon Ki-In. Empezó en 1994 por Agon Shu. Su nombre original era "Copa Acom" pero cambió de patrocinador en 1999 y se convirtió en la Copa Agon. Es un torneo eliminatorio, pero a diferencia de los grandes títulos de Japón, el poseedor del título no espera al jugador que lo desafiará, por tanto hay gran dificultad de defender el título. El premio para el ganador es de 10.000.000 de yenes